# Cissé, Vienne
Cissé là một xã, tọa lạc ở tỉnh Vienne trong vùng Nouvelle-Aquitaine, Pháp. Xã này có diện tích 16,92 km², dân số năm 2006 là 2372 người. Xã nằm ở khu vực có độ cao trung bình 146 m trên mực nước biển.
Dân địa phương danh xưng tiếng Pháp là Cisséens.

## Biến động dân số
| 1962                                         | 1968 | 1975  | 1982  | 1990  | 2006  | 2006  |
| -------------------------------------------- | ---- | ----- | ----- | ----- | ----- | ----- |
| 845                                          | 849  | 1 080 | 1 716 | 1 858 | 1 977 | 2 372 |
| Số liệu từ năm 1962: Dân số không tính trùng |      |       |       |       |       |       |